# Muzeum Vysočiny Třebíč
Muzeum Vysočiny Třebíč je muzeum zřizované krajem Vysočina zejména pro území okresu Třebíč; pobočná pracoviště a expozice má v Třebíči, v Moravských Budějovicích a v Jemnici. V Třebíči muzeum sídlí v bývalém benediktinském klášteře, posléze přebudovaném na zámek. Proslulé je expozicí betlémů, dýmek, moravských vltavínů, minerálů a hornin. Zabývá se i historií Třebíčska, řemesel a dolování a každoročně organizuje zájmové akce Třebíčské kouření, veletrh muzeí České republiky a vydává časopisecké publikace.
V letech 2020 a 2021 muzeum začalo výrazně častěji používat sociální sítě, vstoupilo na Facebook, Instagram a YouTube. Na YouTube budou zveřejňovány prohlídky expozic, ukázky z depozitáře a další informace.

## Sídlo a organizace muzea
Muzeum v Třebíči sídlí v bývalém valdštejnském zámku, který byl v 16. století přestavěn z kláštera benediktinů. Další pobočka je v Moravských Budějovicích, zde jsou pro potřeby muzea upraveny prostory zámku v Moravských Budějovicích a také prostory Masných krámů. V prostorách zámku sídlí administrativa a expozice řemesel městských, expozice řemesel starších a také expozice z historie Moravských Budějovic, v prostorách Masných krámů se nachází expozice venkovských řemesel. Poslední pobočka se nachází v Jemnici na náměstí Svobody a provozuje expozice o dějinách Jemnice a o dolování nerostných surovin.
Muzeum bylo do roku 2004 zřizováno samo sebou, od roku 2004 je příspěvkovou organizací Kraje Vysočina.
Etnografové z Muzea Vysočiny Třebíč se zapojili do přeshraničního projektu, který po tři roky (mezi lety 2018 a 2020) zkoumá tradiční stravu a pokrmy.
Součástí sbírek muzea je i 20 tisíc plakátů.
Ředitelem muzea byl od roku 1990 Jaroslav Martínek, po jeho odchodu do důchodu byl na pozici ředitele jmenován Michal Zábrš, který v muzeu pracuje od roku 2004.
V roce 2024 byla na budovu depozitáře muzea instalována fotovoltaika.

## Historie

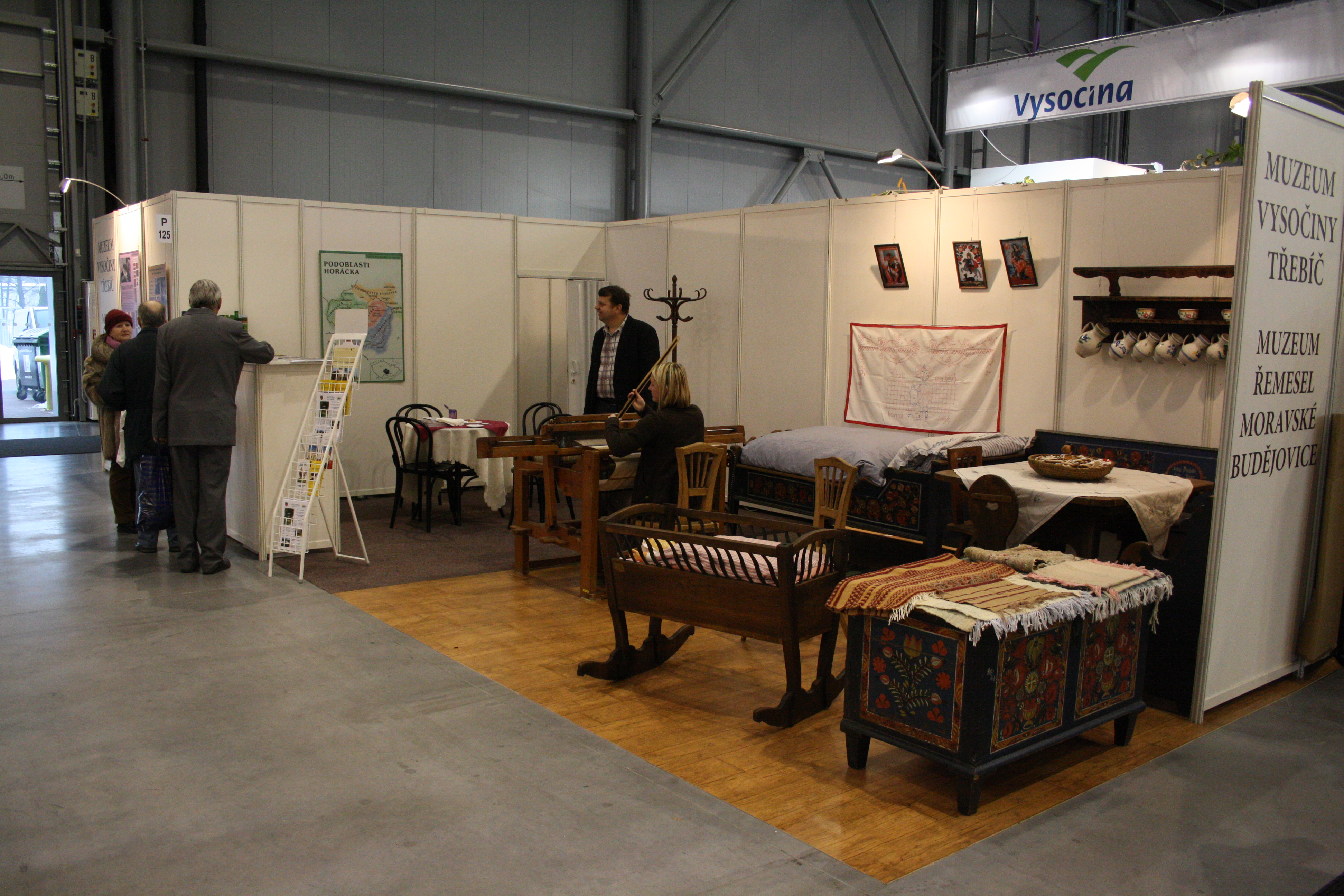
Prezentace muzea na veletrhu Regiontour 2010

Muzeum Vysočiny Třebíč je přímým pokračovatelem muzejní tradice ve městě Třebíči. Jeho historie se počíná v roce 1898. To byl z podnětu prof. Františka Doležala, prvního kustoda, založen Muzejní spolek v Třebíči. Tou dobou už Doležal pečoval o velké množství předmětů, které byly předtím shromážděny pro místní národopisnou výstavu (říjen 1894).
Muzeum se dlouho potýkalo s nedostatkem vhodných prostor. Do roku 1913 sídlilo v budově starého chudobince v ulici Sirotčí č. 75 na Jejkově. Poté se přesunulo do budovy č. 103 na Karlově náměstí, jako depozitář přitom částečně sloužil i pivovar. V roce 1918 muzeum získalo další dvě místnosti v tomtéž domě na náměstí. Počet sbírkových předmětů stoupal; roku 1926 to bylo již 3000 kusů. Později muzeum převzalo i sbírku zaniklého Průmyslového musea pro jihozápadní část Markrabství Moravského v Třebíči, založeného roku 1903.
V budově na Karlově náměstí muzeum zůstalo až do druhé světové války. Prostory sloužící muzeu musely být vyklizeny. Sbírkové předměty proto byly uloženy do beden a ty přepraveny na zámek. Tam už zůstaly, neboť zámek byl konfiskován. Muzejní sbírka se současně podstatně rozrostla o mobiliář zámeckého konfiskátu a o majetek vystěhovalých židovských a německých rodin.
V roce 1953 předalo město správu muzea okresnímu národnímu výboru; muzeum se stalo jeho zařízením. V roce 1956 stanul v jeho čele Antonín Bartušek. Vzniklo Západomoravské muzeum (užívanou a zažitou zkratkou bylo ZMM). Tou dobou bylo třebíčské muzeum se svou sbírkou čítající 40 000 kusů předmětů a s knihovnou o 30 000 svazcích největším muzeem západní Moravy a Jihlavského kraje. Toto byl jeden z argumentů pro tvrzení, které Antonín Bartušek zastával a které vyplývá z historie města, zejména jeho ambicí, že „Třebíč byla vždy přirozeným centrem západní Moravy“ V lednu 1957 byly v zámku zahájeny práce, které přizpůsobovaly jeho prostory požadavkům provozu muzea.
Od roku 2003 nese muzeum název Muzeum Vysočiny Třebíč. Během roku 2009 byly přizpůsobovány muzeu prostory bývalého středního odborného učiliště na Kosmákově ulici, pod záštitou kraje Vysočina proběhla rekonstrukce za cenu 42 milionů. Tato rekonstrukce dosáhla čestného uznáni v architektonické soutěži "Stavba Vysočiny". V těchto prostorách budou nově umístěny depozitáře muzea, studijní a knihovní prostory a také provizorně provozní služby knihovny. Od 1. září 2010 do 23. listopadu 2013 byla pobočka muzea na třebíčském zámku uzavřena. V roce 2010 bylo zahájeno stěhování expozic do depozitáře. V rámci projektu EU s názvem "Zámek Třebíč – modernizace zámku a zpřístupnění nových expozic" dojde během tří let rekonstrukce s náklady 186 milionů korun k úpravám dispozic a prohlídkových tras zámku. Byly připraveny nové prohlídkové okruhy pod názvy "Svět neživé přírody", "Svět portálů a bran", "Lidé.Místa.Osudy." a "Valdštejnové na Třebíči". Hlavním scenáristou nové tváře muzea je Michal Stehlík. Pravidelný provoz muzeum zahájilo 26. listopadu, první víkend po opětovném opatření proběhly dny otevřených dveří.
Muzeum se pravidelně účastní Muzejních nocí, často připravuje speciální prohlídky či podobné akce. V roce 2015 došlo k rozsáhlé rekonstrukci prostor zámku v Třebíči, kdy tak muzeum Vysočiny umožnilo přístup handicapovaným, byly nainstalovány ližiny či výtahová plošina. Byly připraveny popisky v Braillově písmu pro zrakově postižené návštěvníky a byla připravena indukční smyčka v Kamenném sále a jsou chystány tablety s průvodcovskými videi pro neslyšící. V roce 2016 bylo muzeum nominováno na cenu Emya 2016 (Evropské muzeum roku), kdy pak získalo certifikát Nominee Emya 2016. V dubnu 2016 byla podepsána smlouva o spolupráci mezi Muzeem Vysočiny v Třebíči a Muzeem betlémů ve Vösendorfu v Dolním Rakousku. První spolupráce proběhla již v letech 2011 a 2012, kdy v Malovaném domě byly vystaveny betlémy na výstavě Česko-rakouské betlémy. Součástí spolupráce je propůjčení putovní výstavy betlémů do muzea v Dolním Rakousku, také došlo k rekonstrukci betlému ve specializované dílně v Muzeu betlémů. V červnu 2016 došlo také k podepsání dohody o spolupráci na roky 2017 a 2018. V roce 2017 třebíčský historik a spisovatel Jan Dočekal daroval svůj archiv muzeu v Třebíči. Usoudil, že dosáhl věku, kdy už nemusí archiv mít pouze v soukromí. V roce 2017 byla v prostorách muzea otevřena galerie Tympanon, kdy první výstavou byla výstava obrazů a ilustrací Josefa Kremláčka k jeho nedožitým osmdesátinám.
Roku 2018 byl zahájen projekt Mezinárodní kulturní platforma.

## Expozice

### Expozice pracoviště Třebíč

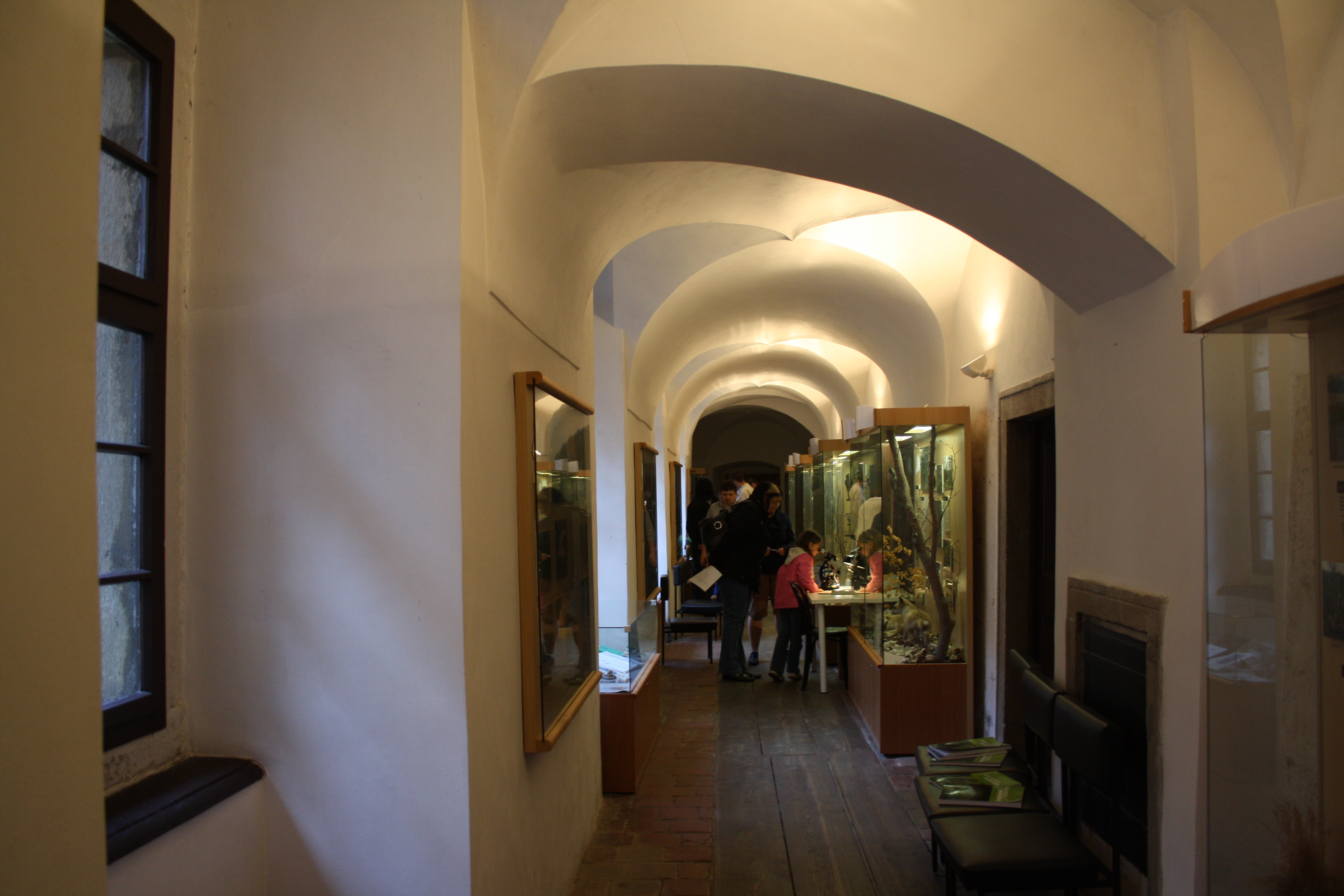
Expozice chráněných území Třebíčska

Po smrti kustoda Františka Doležela v roce 1928 mělo být ve fondu muzea na 10 000 předmětů. Nejpočetněji měla být vybavena sbírka staročeského skla, porcelánu, moravské keramiky, cínového nádobí a dalších předmětů denní potřeby. Další expozice byly zastoupeny vykládaným nábytkem, starých tradičních krojů a také malovaných svatých obrazů. Bylo též zachováno mnoho obrazů, soch či relikviářů z kostelů, ve vitrínách či knihovnách byly uloženy i staré či nové tisky, fotografie Třebíče, rukopisy a další literatura. Již v tuto dobu byly ukládány a zvláštní pozornost byla věnována betlémářství. Tradičně v období vánočních svátků bývá otevřena výstava betlémů, v roce 2015 byla pořádána ve spolupráci s Muzeem Vysočiny v Jihlavě a Hornickým muzeem v Příbrami a hlavním tahákem výstavy byl papírový betlém Adolfa Jelínka, který byl vystaven v Torontu v roce 1966 a lákal na expozici na světové výstavě 1967 v Montréalu.
Stálá expozice v Třebíči prezentovala do uzavření před rekonstrukcí v roce 2010:
- lidové umění Podhorácka,
- třebíčské betlémářství,[25]
- dýmky a kuřácké potřeby,
- historii Třebíčska,
- moravské vltavíny,
- minerály a horniny Třebíčska, (případně Horniny a minerály Třebíčska[25])
- chráněná území Třebíčska,
- roku 1988 existovaly i expozice Dějiny dělnického hnutí na západní Moravě a Život a dílo Vítězslava Nezvala.[25]

Stálé expozice byly doplňovány výstavami umělců a zapůjčenými sbírkami. V roce 2016 by měla být přebudována původní ledárna třebíčského zámku ve sklepení zámku, mělo by dojít k úpravám cestní sítě a probourání zdi směrem od Žerotínova náměstí. V ledárně by měly být umístěny kamenné prvky nalezené při rekonstrukci zámku a původní pískovcové části výzdoby baziliky sv. Prokopa. Výstavu by měly doplnit panely o historii ledárny a historii zámeckého příkopu. S úpravami se začne na jaře roku, dokončení je plánováno na léto roku 2016.

#### Expozice od roku 2013
V listopadu 2013 byla dokončena tříletá rekonstrukce muzejních prostor v třebíčském zámku, byly tedy nově připraveny expozice s názvy:
- Svět neživé přírody – mineralogická expozice představuje v chronologickém pohledu vývoj neživé přírody se samozřejmým důrazem na region Třebíčska a jeho největší jedinečnost – moravské vltavíny. Expozice je doplněna o projekci a infopoint s mnoha podrobnými informacemi.[27]
- Svět portálů a bran – "klášterní expozice" představuje v autentickém prostředí někdejšího kláštera místní bohatou historii církevních řádů,benediktinů, ale i kapucínů. Jsou zde zajímavé informace o historickém mezidobí vlády rodu Osovských v 16. století, kdy se klášter začal proměňovat v zámek. V této části expozice jsou zastoupeny unikátní sbírky výtvarné sbírky, především plastiky s náboženskými tématy. Informace jsou rozděleny na tři témata – historii řádů, klášterní architekturu a osud církve na Vysočině v 50. letech, včetně babického či číhošťského případu.[28]
- Valdštejnové na Třebíči – poprvé se v historii Třebíče objevuje zámecká expozice, která je zaměřena na život rodu Waldstein-Wartenberg v 19. a 20. století. Expozici předchází barokní obrazárna s tématem Valdštejnové v 17. a 18. století. Následně se postupuje přes jídelnu, pánský salon, lovecký salon – zde jsou zakomponovány dýmky jako třebíčská tradice, pánskou ložnici, dámskou ložnici, dětský pokoj a knihovnu až k "pokoji odchodu" – ten poměrně jedinečně v našem kontextu zmiňuje také odchod rodu Waldstein-Wartenberg v letech 1945–1947.[29]
- Lidé. Místa. Osudy – nejrozsáhlejší trasa muzejní expozice je rozdělena na několik témat: 1) člověk vzývající – vztah člověka a Boha, náboženství, proměny religiozity, zde jsou zakomponovány i betlémy jako třebíčská tradice 2) člověk tvořící – galerie výtvarného umění starší doby i 20. století, architektonický vývoj Třebíče, spisovatelé Vítězslav Nezval, Bedřich Václavek, Jan Zahradníček, Bedřich Fučík, 3) člověk objevující – exotické sbírky, včetně samurajské zbroje věnované generálem Janem Syrovým, 4) člověk a příroda-příroda a člověk – expozice přírodovědeckých sbírek s důrazem na přírodní jedinečnosti Třebíčska, 5) člověk bojující – války dotýkající se Třebíče, včetně zničení Matyášem Korvínem 1468 či západní odboj druhé světové války a blízký rodák parašutista Jan Kubiš, 6) člověk pracující – od zemědělství po továrny, tradice cechů a řemesel. Expozice obsahuje interaktivní místa, infopointy s mnoha doplňujícími informacemi, bohatý je audioprogram.[30]
- Za řemesly minulosti – dne 28. dubna 2016 byla otevřena nová expozice mapující stará řemesla z regionu Třebíčska. Byla uvedena například stará škola z Trnavy, perleťářská dílna, sedlářská dílna, dílna modistky či cukrářství.[31] Tato expozice byla zrušena na konci ledna roku 2022, postupně bude nahrazena expozicí věnované historickým nálezům nalezeným při archeologických výzkumech Karlova náměstí.[32]
- Součástí expozice je od roku 2019 maketa oltáře dle baziliky sv. Prokopa.[33]
- Zmizelá Třebíč – nová stálá expozice mapující archeologické nálezy z Karlova náměstí a historii Třebíče.[34] Autorem expozice je archeolog Aleš Hoch, autorem virtuální podoby předmětů je Martin Košťál.[35]

### Výstavy
Připravují se rovněž i další výstavní akce, před Vánoci byly znovu vystaveny tradiční třebíčské betlémy. Muzeum v roce 2016 získalo darem od třebíčského umělce Zdeňka Štajnce 65 obrazů z jeho vlastní sbírky. Od 30. března 2017 jsou v zámecké konírně vystavena díla třebíčského malíře Františka Mertla. V zimě roku 2017 byla uvedena výstava rakouských betlémů, kdy tato vznikla ve spolupráci s 1. Niederösterreichisches Krippenmuseum Vösendorf, spolu s rakouskými betlémy je vystaven i betlém třebíčského řezbáře Eduarda Klause, který jej vyráběl právě při pobytu v Dolním Rakousku. V roce 2018 se plánují výstavy sopečné činnosti na Moravě a ve Slezsku, následně pak budou vystaveny grafiky Emanuela Ranného, následně pak také expozice týkající se výročí 100 let od počátku letectví na Třebíčsku a také budou opět vystaveny betlémy. V galerii Tympanon pak budou vystaveny díla Hynka Luňáka, Petra Bendy, Pavla Bezděčky a Miroslava Koupila.
V roce 2018 proběhla výstava Tradiční lidová kultura v Kraji Vysočina. Od července do října 2018 se konala v konírně zámku výstava, která mapovala historii letectví v Třebíči a okolí. Na konci roku 2018 byla otevřena tradiční výstava betlémů, kdy bylo nově vystaveno 120 betlémů, z nichž 80 patří do soukromé sbírky Jarmily Svobodové ze Sivic. Vystaveny byly i betlémy z různých států jako např. ze Španělska, Číny, Filipín, Itálie, Izraele nebo Peru.
V roce 2019 byla uvedena výstava o rodu Herzánů, následně bude uvedena výstava o životě Ladislava Nováka a výstava o životě Júlie a Igora Piačkových. V květnu roku 2019 byla v prostoru tzv. Předzámčí uvedena výstava prostorových instalací s tematikou sametové revoluce v roce 1989, nazvána je Sametová revoluce na půdě. V říjnu roku 2019 byla v galerii Tympanon uvedena výstava Jana Kafky, její název je Panoptikum svět aneb Už je tomu 180 let.
V roce 2020 byla uvedena v prostoru tzv. Předzámčí výstava koláží Evy Černohorské. Od června do října roku 2020 byla v Konírně zámku uvedena výstava Majklova autíčka. V roce 2020 byla v galerii Tympanon uvedena výstava koláží Jana Dočekala pod názvem Skutečnosti snů.
Na konci roku 2021 byla otevřena tradiční výstava betlémů.
V létě roku 2022 byla uvedena výstava z Muzea Vysočiny v Pelhřimově, její název je Historické kočárky a kolébky 1880–1980, byla umístěna do konírny a kavárny zámku. V roce 2020 bylo oznámeno, že v polovině roku 2021 budou vystaveny první nálezy nalezené při archeologickém výzkumu při rekonstrukci Karlova náměstí, komplexní výstava, která bude mapovat historii a všechny nálezy by měla být otevřena v roce 2023 v zámecké konírně. Výstava s názvem Zmizelá Třebíč byla otevřena již v září roku 2022 spolu se slavnostním otevřením nově rekonstruovaného náměstí. Spolu s ní byla vydána kniha mapující archeologický průzkum. Výstava by měla zůstat jako stálá expozice. V březnu roku 2023 byla otevřena i výstava, která byla nazvána Archeologické výzkumy, objevy a nálezy na Třebíčsku. V roce 2024 byla uvedena výstava ke 100 letům skautingu v Třebíči, její název byl S lilií i bez lilie.
V roce 2025 bude součástí plánu výstav reflexe 100 let od narození Ladislava Nováka, výstava se zaměří na jeho literární činnost, také se Muzeum bude věnovat výročí 80 let od konce druhé světové války a od založení Letecko-modelářského klubu v Třebíči.

### Další prohlídkové trasy či expozice
Roku 2019 byla v areálu třebíčského zámku připravena ve spolupráci s Turistickým informačním centrem v areálu zámku nová prohlídková trasa pod názvem Příběh benediktinského opatství. Prochází okolím zámku, přes zahrady, příkop a kolem Baziliky.
Během uzavření muzeí v roce 2020 při pandemii onemocnění covid-19 bylo v muzeu instalováno tzv. Muzejní výdejní okýnko. Tam jsou poskytovány informace z muzejních sbírek. Byly zpočátku představeny díla místních autorů, později i některé z plakátů ze sbírek muzea. V prosinci roku 2020 byly uvedeny ukázky z díla Boženy Kjulleněnové. V dubnu roku 2021 byla také připravena výstava k 120 letům od narození Vratislava Bělíka, byla instalována za okny konírny zámku.

### Expozice pracoviště Moravské Budějovice
Stálá expozice v Moravských Budějovicích se věnuje:
- archeologii a historie města,
- zaniklým a mizejícím řemeslům,
- lidovému nábytku.

### Expozice pracoviště Jemnice
Stálá expozice v Jemnici se týká:
- dějin města Jemnice,
- dolování nerostných surovin na jihozápadní Moravě.

### Knihovna muzea
Součástí depozitáře muzea na Kosmákově ul. v Třebíči je knihovna, která je specializována na regionální literaturu, fond regionální literatury obsahuje více než 5 tisíc svazků. Součástí jsou i sbírky knih vydavatelství Jindřicha Lorenze, sbírka prací Vítězslava Nezvala a mnohé další regionálně cenné svazky. Součástí knihovny je i sbírka rukopisů a starých tisků. Stejně tak se od doby zřízení oddělení tradiční lidové kultury se rozšiřuje sbírka etnologie a etnografie a to zaměřený primárně na oblast Horácka a Podhorácka. Knihovna poskytuje v souladu s knihovním zákonem výpůjční a další služby.

## Akce organizované nebo spolupořádané

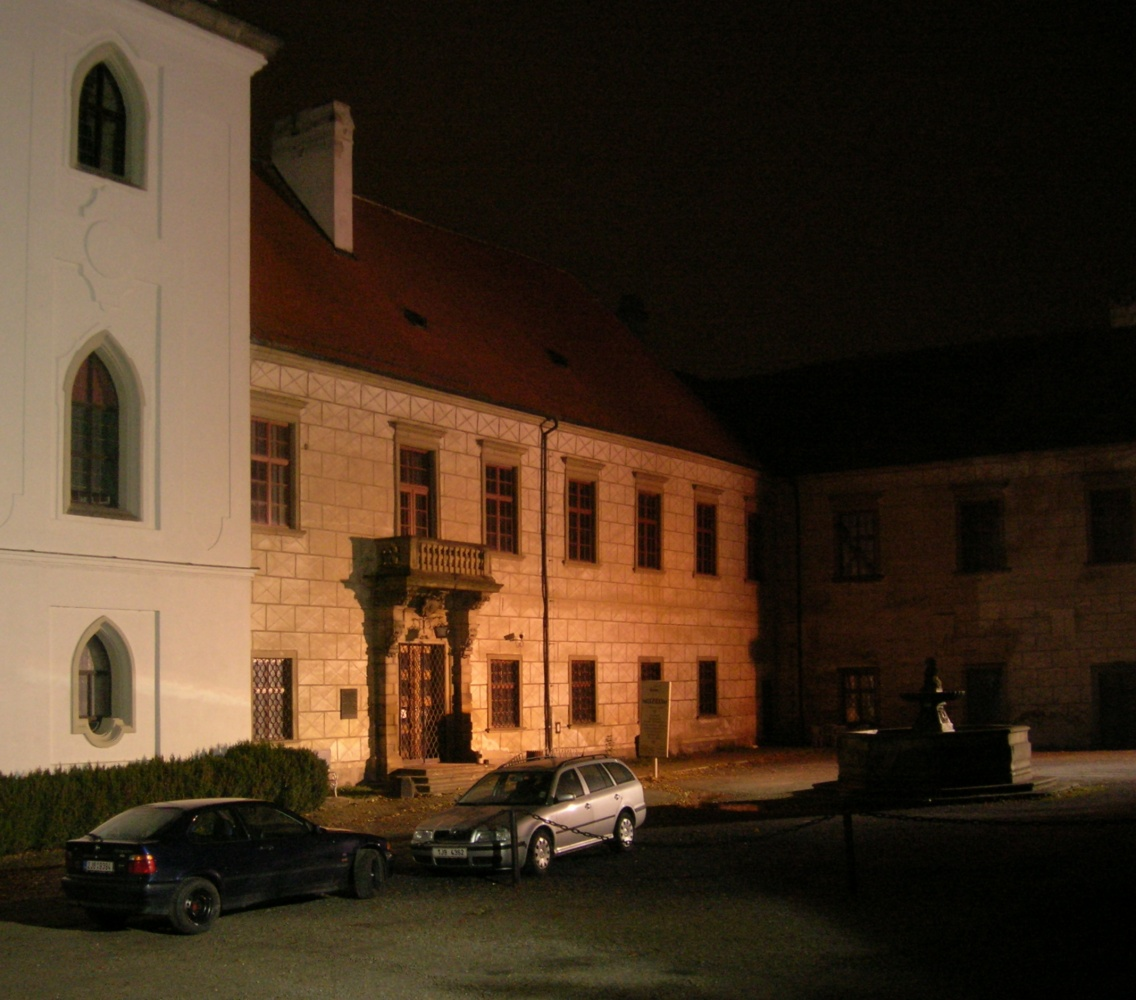
Nádvoří. Vchod do muzea

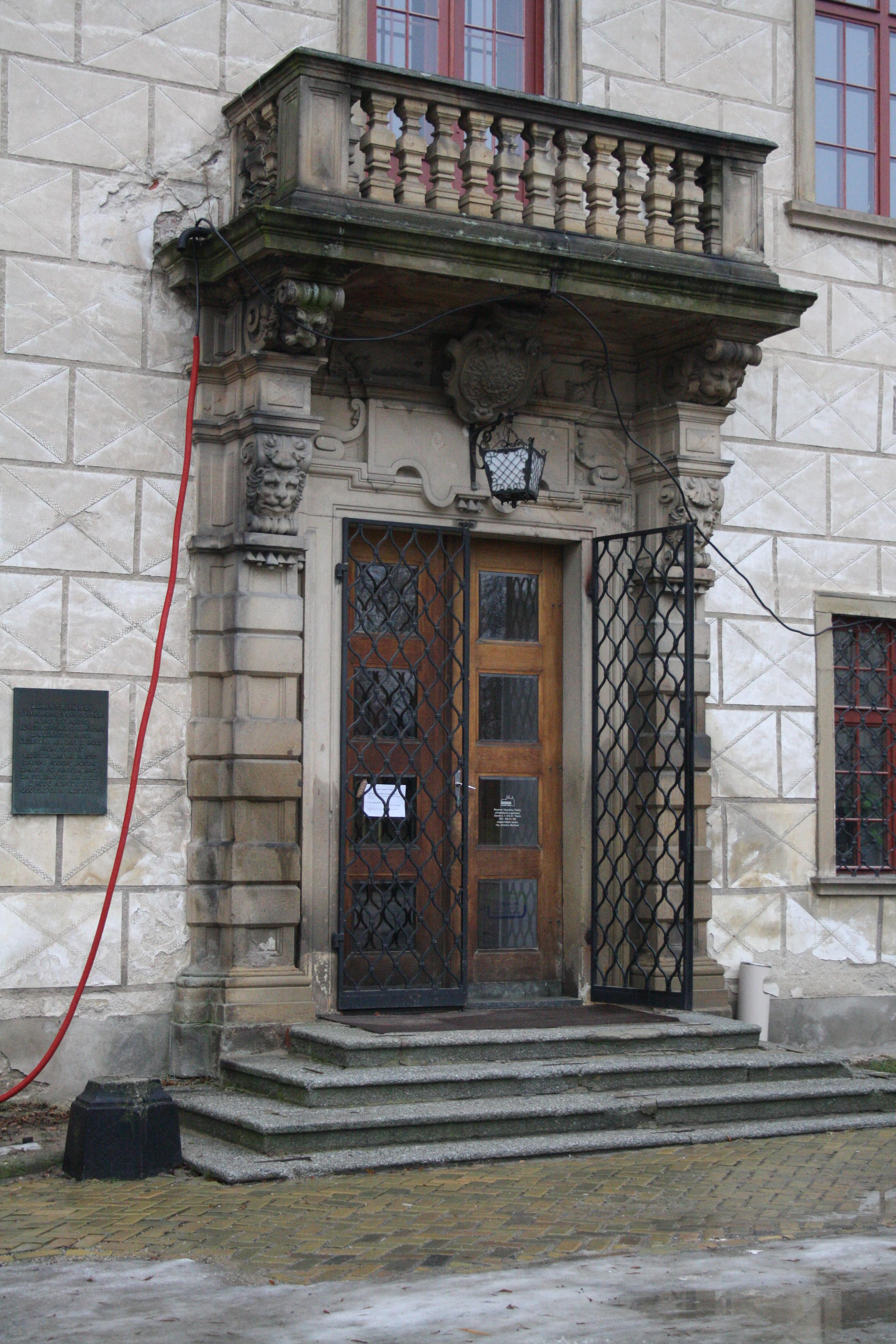
Vchod do muzea při probíhající rekonstrukci muzea.

### Muzejní noc
Muzeum Vysočiny Třebíč se zapojuje i do programu festivalu muzejních nocí.

### Třebíčské kouření
Třebíčské kouření je soutěž v pomalém kouření dýmek. Koná se od roku 1996. Pořádá ji Asociace dýmkařských klubů České republiky ve spolupráci s Muzeem Vysočina Třebíč. Od roku 2009 se soutěž koná v dalešickém pivovaru. V pravidlech soutěže jsou formule o tom, že soutěžící si donesou vlastní dýmku a pořadatel jim odváží 3 gramy soutěžního tabáku.

### Veletrh muzeí České republiky
Veletrhy muzeí České republiky se v Třebíči konají od roku 1996. Jako každý veletrh i tento dává vystavovatelům možnost prezentovat svou činnost, navazovat kontakty, diskutovat o společných zájmech a problémech v rovině formální (odborné semináře) i neformální. V roce 2019 na veletrhu muzeí Muzeum spolupracovalo i se sdružením Chaloupky.

### Dějepravné soutěžení
Dějepravné soutěžení je další ze stálých akcí muzea. Koná se od roku 2004, a to na jaře. Této soutěže se účastní družstva žáků základních škol z Třebíče a obcí a měst a obcí v jejím okolí. Soutěž je dobově vypravena a je tematická. Tématem např. bylo „husitské hnutí v zemích koruny české“ (2005), „Císař Rudolf II. na českém trůně“ (2006), „Karel IV. – Táta vlasti“ (2007), „Kde domov můj? aneb české země za první republiky“ (2008).

## Publikace
V roce 2016 došlo ve spolupráci s Etnologickým ústavem Akademie věd České republiky k vydání sbírky lidových písní z Podorácka. V knize je uvedeno celkem 308 lidových písní. V roce 2020 byla vydána ve spolupráci s organizací z Dolního Rakouska kniha o sklářství v česko-rakouském pohraničí, její název je Historie za sklem, jejím autorem je Martin Vogga. V roce 2020 také byla vydána publikace historických receptů, je jedním z výsledků spolupráce několika regionů v rámci dvouletého projektu. Její názvem je Z receptáře našich předků / Aus den Rezeptbüchern unserer Vorfahren.
V roce 2021 byla vydána kniha Červená kniha květeny Vysočiny, práce trvaly 6 let od roku 2015, kniha byla vydána Českou společností ornitologickou a na tvorbě spolupracovali pracovníci Agentury ochrany přírody a krajiny ČR, Přírodovědecké fakulty Jihočeské univerzity, Muzea Vysočiny Jihlava a Muzea Vysočiny Třebíč. V knize je uvedeno 661 druhů rostlin rostoucích v Kraji Vysočina.